# Dzień Samorządu Terytorialnego
Dzień Samorządu Terytorialnego – polskie święto, obchodzone corocznie 27 maja, uchwalone przez Sejm RP w 2000 roku.
Dzień ten nie jest dniem wolnym od pracy.
Upamiętnia pierwsze wybory samorządowe z 27 maja 1990 roku.